# Jackson Pollock

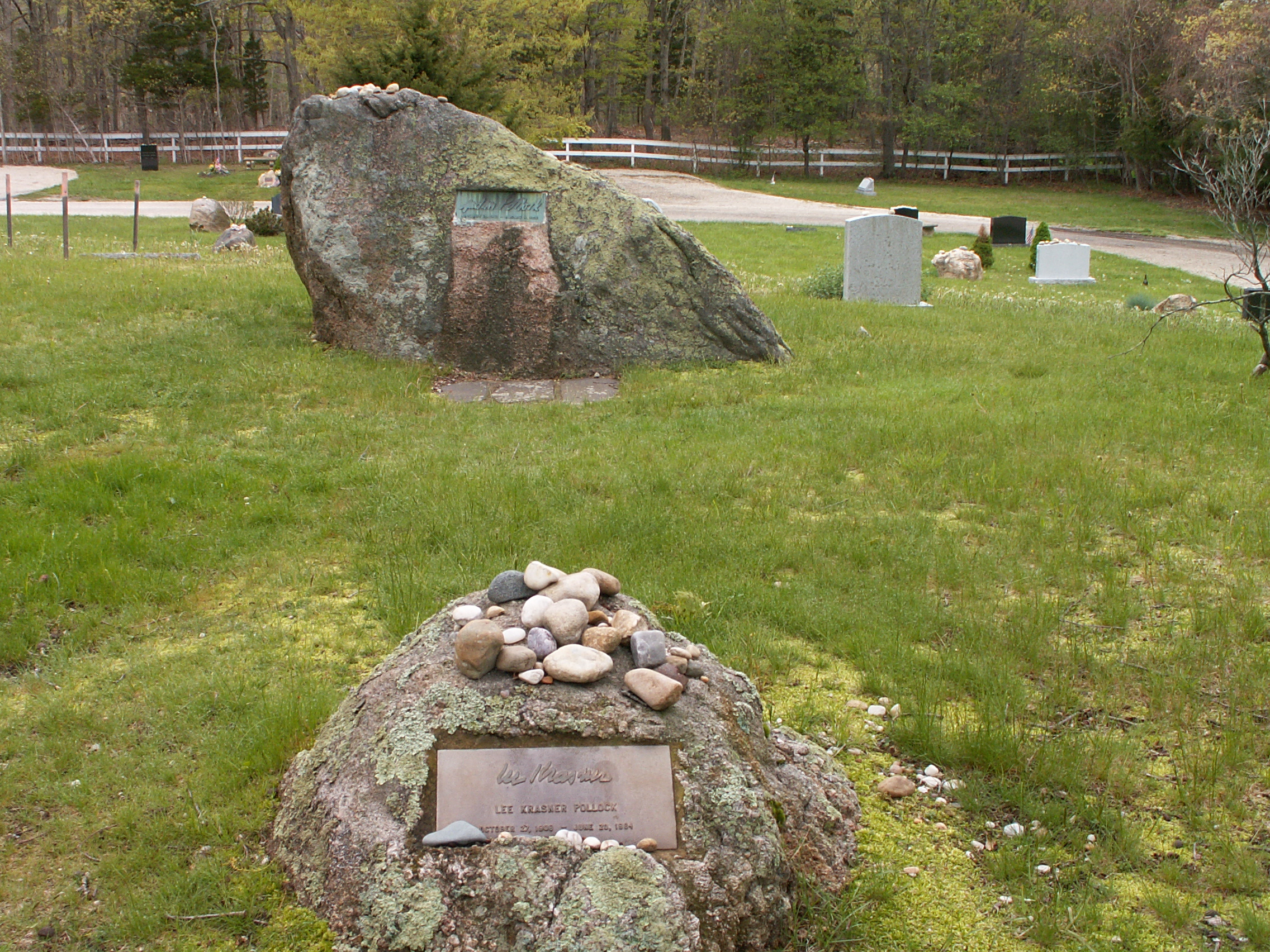
Kamienie nagrobne Jacksona Pollocka i Lee Krasner na Green River Cemetery w Springs, Nowy Jork)

Paul Jackson Pollock (ur. 28 stycznia 1912 w Cody, zm. 11 sierpnia 1956 w Springs) – amerykański malarz, przedstawiciel ekspresjonizmu abstrakcyjnego.

## Życiorys
Urodził się w Cody w stanie Wyoming, w 1930 przeniósł się do Nowego Jorku. Studiował tam pod kierunkiem Thomasa Harta Bentona. W latach 1938–1942 pracował dla Federal Art Project. W latach 50. wspierało go CIA w ramach Kongresu Wolności Kulturalnej. W 1944 Pollock ożenił się z malarką Lee Krasner, również przedstawicielką ekspresjonizmu abstrakcyjnego.
Zginął w 1956 w wypadku samochodowym.

## Twórczość
Jackson Pollock odszedł od sztuki figuratywnej i rozwinął swój własny styl tworzenia z charakterystycznym kapaniem farbą na płótno i rozpryskiwaniem jej (tzw. action painting — malarstwo gestu). Była to wówczas najbardziej radykalna technika malarska. 
Swoje dzieła „edytował”, wybierał fragmenty, które odpowiadały jego wizji artystycznej, a inne niszczył i zaczynał od początku. Stosując najbardziej spontaniczne techniki malarskie, twierdził jednocześnie, że: nigdy nie traci kontroli nad tym, co robi. Twierdzenie takie uwidaczniało zaangażowanie artysty w tworzywo malarskie; ideowo-formalną jedność aktu twórczego; zamysłu i materialnej realizacji. Pollock zmarł, kiedy swoją radykalną metodą doprowadził malarstwo do granicy intencjonalnej kreacji.
W listopadzie 2006 poprzez dom aukcyjny Sotheby's sprzedano obraz Pollocka No. 5, 1948, osiągnął cenę 140 mln dolarów i przez pięć lat był najdroższym sprzedanym dziełem sztuki.